# 福島県道308号山口渡利線
福島県道308号山口渡利線（ふくしまけんどう308ごう やまぐちわたりせん）は、福島県福島市を通る一般県道である。

## 概要
- 起点 : 福島市山口字砥石
- 終点 : 福島市舟場町
- 総延長 : 6.074km[1]
  - 実延長：総延長に同じ
- 路線認定年月日：1959年8月31日[2]

起点の市内山口から山間部を抜け、渡利地区の住宅地を抜け阿武隈川を渡り市内中心部の舟場町へ至る路線である。全体的に整備が行き届いている路線とは言いがたく、起点から渡利地区の茶屋沼付近までは山間部を曲がりくねる狭隘路線、渡利地区から終点にかけては住宅地を縫うように抜ける狭隘路線となっている。もともとは相馬市ヘ抜ける中村街道であり、松齢橋を鉄橋化するために大正時代に県道指定された路線が当路線の前身である。

## 通過する自治体
- 福島県
  - 福島市

## 接続・交差する道路
- 国道115号（山口字砥石 起点）
- 国道114号渡利バイパス（渡利字中江町）
- 福島県道309号岡部渡利線（渡利字舟場）
- 国道4号福島南バイパス（舟場町 終点） - 国道4号上りから当路線上り方向（一方通行）への流入のみ可能。

## 主な橋梁
- 松齢橋（阿武隈川）
  - 上り方向への一方通行である。
- 岩崎橋（くるみ川）

## 沿線
- 茶屋沼
- 福島市渡利学習センター
- 福島県立福島南高等学校
- 花見山